# Tan és szövetségek
A Tan és szövetségek (angolul Doctrine and Covenants) a mormonizmus egyik szentírása. 1835-ben jelent meg először, kinyilatkoztatásokat tartalmaz az Utolsó Napi Szentek Jézus Krisztus Egyháza próféta-elnökeitől. Két fő változatban létezik: az Utolsó Napi Szentek Jézus Krisztus Egyháza és Krisztus Közössége kiadásában. Mindkét kiadásban több változtatás van az eredeti 1835-ös változathoz képest, mind új részek, mind kivett részek, mind átszövegezés és átszámozás formájában.

## Az Utolsó Napi Szentek Jézus Krisztus Egyháza kiadása
Tan és szövetségek
- 1.–134., 137. szakasz – Joseph Smithnek adott kinyilatkoztatások

- 135. szakasz – Ezt a dokumentumot John Taylor elder írta a Tizenkettek Tanácsából, Joseph Smith a próféta és fivére, Hyrum Smith pátriárka vértanúhaláláról. John Taylor szemtanúja volt az eseménynek.

- 136. szakasz – Brigham Youngnak adott kinyilatkoztatás (1847. január 14.)

Ezt a kinyilatkoztatást Brigham Young elnök közvetítette Izráel táborának, az omaha indiánok területén lévő Téli Szálláshelyen (Winter Quarters). Többek között a nyugatra vonulás módja szerepel benne.
- 138. szakasz – Joseph F. Smithnek adott kinyilatkoztatás

Nyitóbeszédében, az egyház 89. féléves általános konferenciáján, 1918. október 4-én Smith elnök kijelentette, hogy számos isteni közlés érkezett hozzá az előző hónapok során. Ezek egyikét, amely a Szabadítónak a halottak lelkeinél tett látogatását illeti, míg teste a sírboltban volt, előző nap kapta Smith elnök.
- 1. hivatalos nyilatkozat – Wilford Woodruffnak adott kinyilatkoztatás (A többnejűség gyakorlásának befejezése – 1890. október 6.)

- 2. hivatalos nyilatkozat – Spencer W. Kimballnak adott kinyilatkoztatás (A faji diszkrimináció megszüntetése, az egyház minden arra érdemes férfi tagját el lehet rendelni a papságba, fajra és bőrszínre való tekintet nélkül – 1978. szeptember 30.)

### Kinyilatkoztatások több személynek
Általában a kinyilatkoztatásokat egyedül Joseph Smith kapta, a következők kivételével:
- 6., 7., 24., 110. szakasz – Joseph Smith és Oliver Cowdery
- 18. szakasz – Joseph Smith, Oliver Cowdery és David Whitmer
- 26. szakasz – Joseph Smith, Oliver Cowdery és John Whitmer
- 29. szakasz – Joseph Smith hat elder jelenlétében
- 37., 40., 44., 71., 73., 76., 100. szakasz – Joseph Smith és Sidney Rigdon

## Krisztus Közössége kiadása
Az utolsó napi szentek fő felekezetétől eltérően (akiknek a Tan és szövetségek változata a Joseph Smith halála utáni időkből csak kevés bővítést tartalmaz) Krisztus Közössége mind a mai napig folyamatosan bővíti ezt a szentírást, így abban megtalálható minden egyházelnök-próféta nyilatkozata, melyet az egyházvezetőség elfogadott mint kinyilatkoztatást; a legutóbbi bővítés 2007-ben történt.
- 1.–113. rész – Joseph Smith kinyilatkoztatásai
- 114.–131. rész – Joseph Smith III kinyilatkoztatásai
- 132.–138. rész – Frederick M. Smith kinyilatkoztatásai
- 139.–144. rész – Israel A. Smith kinyilatkoztatásai
- 145.–152. rész – W. Wallace Smith kinyilatkoztatásai
- 153.–160. rész – Wallace B. Smith kinyilatkoztatásai
- 161.–162. rész – W. Grant McMurray kinyilatkoztatásai
- 163. rész – Stephen M. Veazey kinyilatkoztatásai